# Nganda
Nganda – miasto w Senegalu, w regionie Kaffrine.